# Baeotus deucalion
Baeotus deucalion är en fjärilsart som beskrevs av Felder 1860. Baeotus deucalion ingår i släktet Baeotus och familjen praktfjärilar. Inga underarter finns listade i Catalogue of Life.